# Ocobamba (Apurímac)
Ocobamba es una localidad peruana ubicada en la región Apurímac, provincia de Chincheros, distrito de Ocobamba. Es asimismo capital del distrito de Ocobamba. Se encuentra a una altitud de 3058 msnm. Tenía una población de [¿cuántos?] habitantes en 1993.

## Clima
| Parámetros climáticos promedio de Ocobamba | Parámetros climáticos promedio de Ocobamba | Parámetros climáticos promedio de Ocobamba | Parámetros climáticos promedio de Ocobamba | Parámetros climáticos promedio de Ocobamba | Parámetros climáticos promedio de Ocobamba | Parámetros climáticos promedio de Ocobamba | Parámetros climáticos promedio de Ocobamba | Parámetros climáticos promedio de Ocobamba | Parámetros climáticos promedio de Ocobamba | Parámetros climáticos promedio de Ocobamba | Parámetros climáticos promedio de Ocobamba | Parámetros climáticos promedio de Ocobamba | Parámetros climáticos promedio de Ocobamba |
| Mes                                        | Ene.                                       | Feb.                                       | Mar.                                       | Abr.                                       | May.                                       | Jun.                                       | Jul.                                       | Ago.                                       | Sep.                                       | Oct.                                       | Nov.                                       | Dic.                                       | Anual                                      |
| ------------------------------------------ | ------------------------------------------ | ------------------------------------------ | ------------------------------------------ | ------------------------------------------ | ------------------------------------------ | ------------------------------------------ | ------------------------------------------ | ------------------------------------------ | ------------------------------------------ | ------------------------------------------ | ------------------------------------------ | ------------------------------------------ | ------------------------------------------ |
| Temp. media (°C)                           | 14                                         | 14                                         | 13.7                                       | 14                                         | 13                                         | 11.8                                       | 11.7                                       | 12.5                                       | 13.6                                       | 14.8                                       | 14.9                                       | 14.3                                       | 13.5                                       |
| Temp. mín. media (°C)                      | 6.8                                        | 7                                          | 6.8                                        | 6.2                                        | 4.3                                        | 2.7                                        | 2.6                                        | 3.1                                        | 5.1                                        | 6.1                                        | 6.3                                        | 6.6                                        | 5.3                                        |
| Fuente: climate-data.org                   |                                            |                                            |                                            |                                            |                                            |                                            |                                            |                                            |                                            |                                            |                                            |                                            |                                            |